# Žan Vipotnik
Žan Vipotnik (ur. 18 marca 2002 w Celje) – słoweński piłkarz grający na pozycji napastnika we francuskim klubie Girondins Bordeaux oraz reprezentacji Słowenii. Uczestnik Mistrzostw Europy 2024.